# Mulino natante

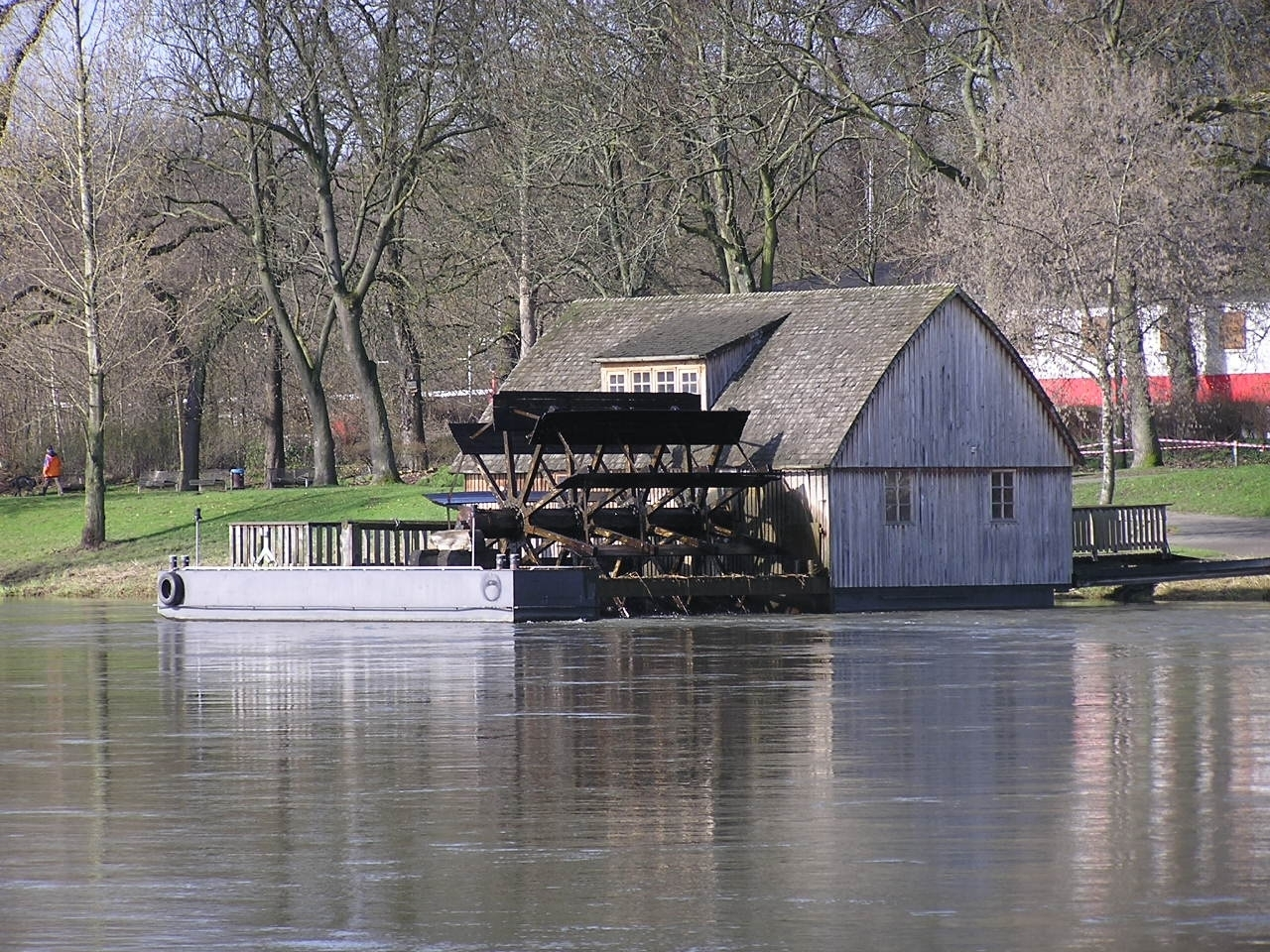
Mulino fluviale presso Minden, Germania

Il mulino natante (anche denominato mulino fluviale) è un impianto di macinazione che, a differenza del mulino tradizionale ad acqua, è galleggiante. I mulini natanti erano presenti sui corsi d'acqua di pianura italiani come il Po, l'Adige, il Tevere, il Ticino, l'Oglio, il Mincio, il Brenta e sui maggiori fiumi europei (Reno, Danubio, Garonna).

## Storia

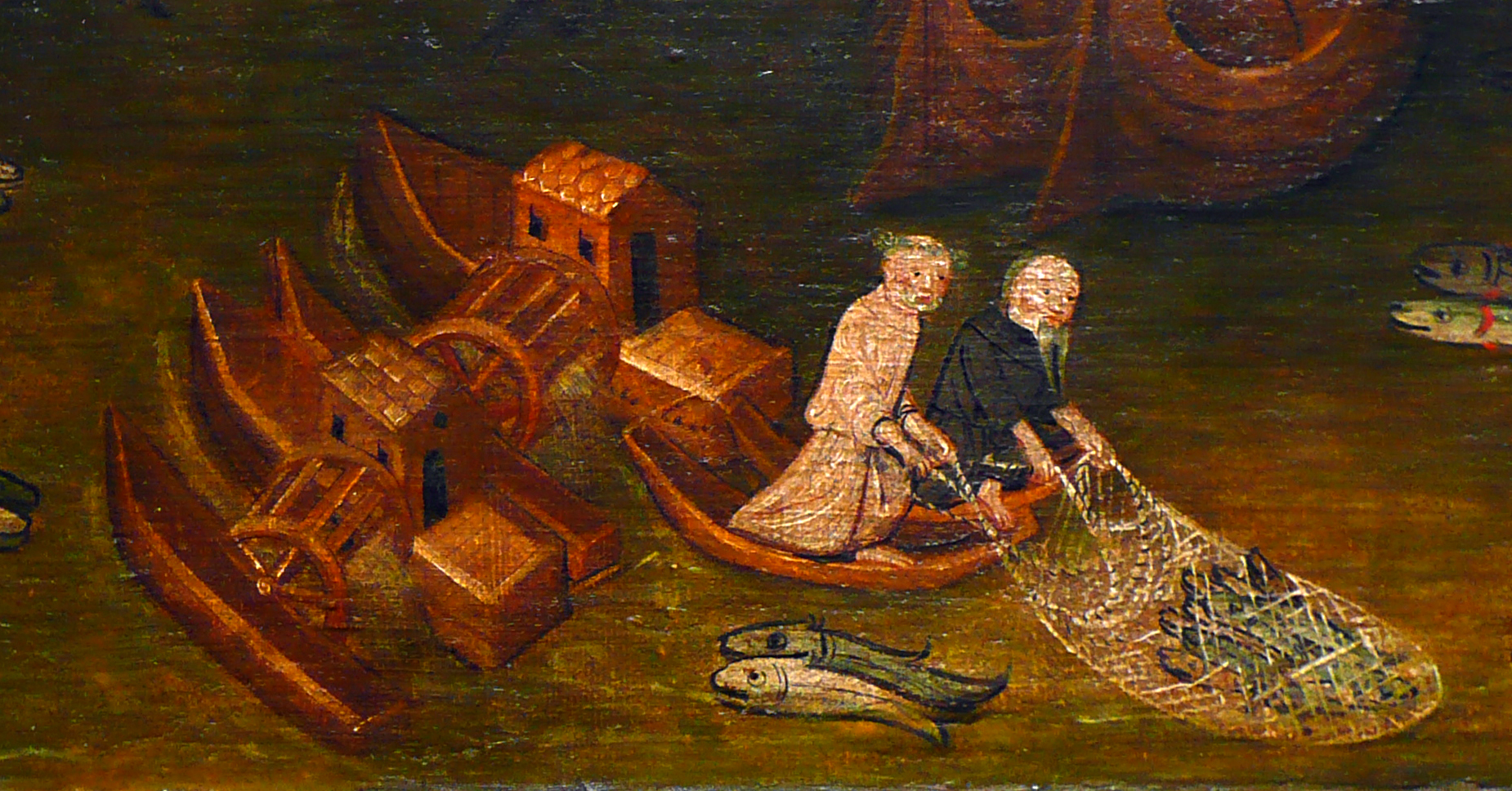
Mulini natanti sul Reno, (part. dal Martirio di Santa Ursula a Colonia), 1411

Situati lungo i grandi fiumi, i mulini natanti sono caratteristici soprattutto della Pianura Padana. Fin dal Medioevo le testimonianze storiche attestano la loro dislocazione lungo il corso del fiume Po e del fiume Adige, ma anche lungo i grandi fiumi europei.
Nel 508 d.C., in Francia, si ha la testimonianza più antica della presenza di un mulino natante.
In Italia, la prima descrizione di un mulino natante ci viene lasciata nelle pagine di Storia della Guerra Gotica dello storico Procopio di Cesarea, il quale narra lo stratagemma adottato dal generale Belisario per sfuggire alla fame durante l'assedio di Roma del 537 d.C., da parte dei Goti. Il re degli Ostrogoti aveva bloccato gli acquedotti di Roma, togliendo così l'acqua motrice ai mulini all'interno delle mura; così Belisario costruì su alcuni galleggianti il primo mulino natante, ancorandolo ai ponti del Tevere.
I documenti che riportano la presenza dei mulini natanti nell'Italia settentrionale si moltiplicano verso metà del VII secolo.
I mulini natanti fecero parte del patrimonio paesaggistico dei grandi fiumi fino agli inizi del '900 quando, a causa della comparsa sui fiumi della navigazione a vapore, dei battelli e dei rimorchiatori che necessitavano di grandi spazi, i mulini scomparvero. L'eliminazione dei mulini natanti avvenne tramite la non riconferma dell'utenza e della concessione delle acque, seguito dall'assoluto divieto di installazione di nuovi mulini. Questi provvedimenti portarono in breve tempo al completo smantellamento di tutti gli opifici in attività, con una conseguente crisi economica per i mugnai e le loro famiglie.
Attualmente, dunque, i mulini natanti sono scomparsi da tutti i maggiori fiumi italiani ed europei, ad eccezione del mulino natante di Veržej, sul fiume Mura in Slovenia, ancora attivo.

## Struttura

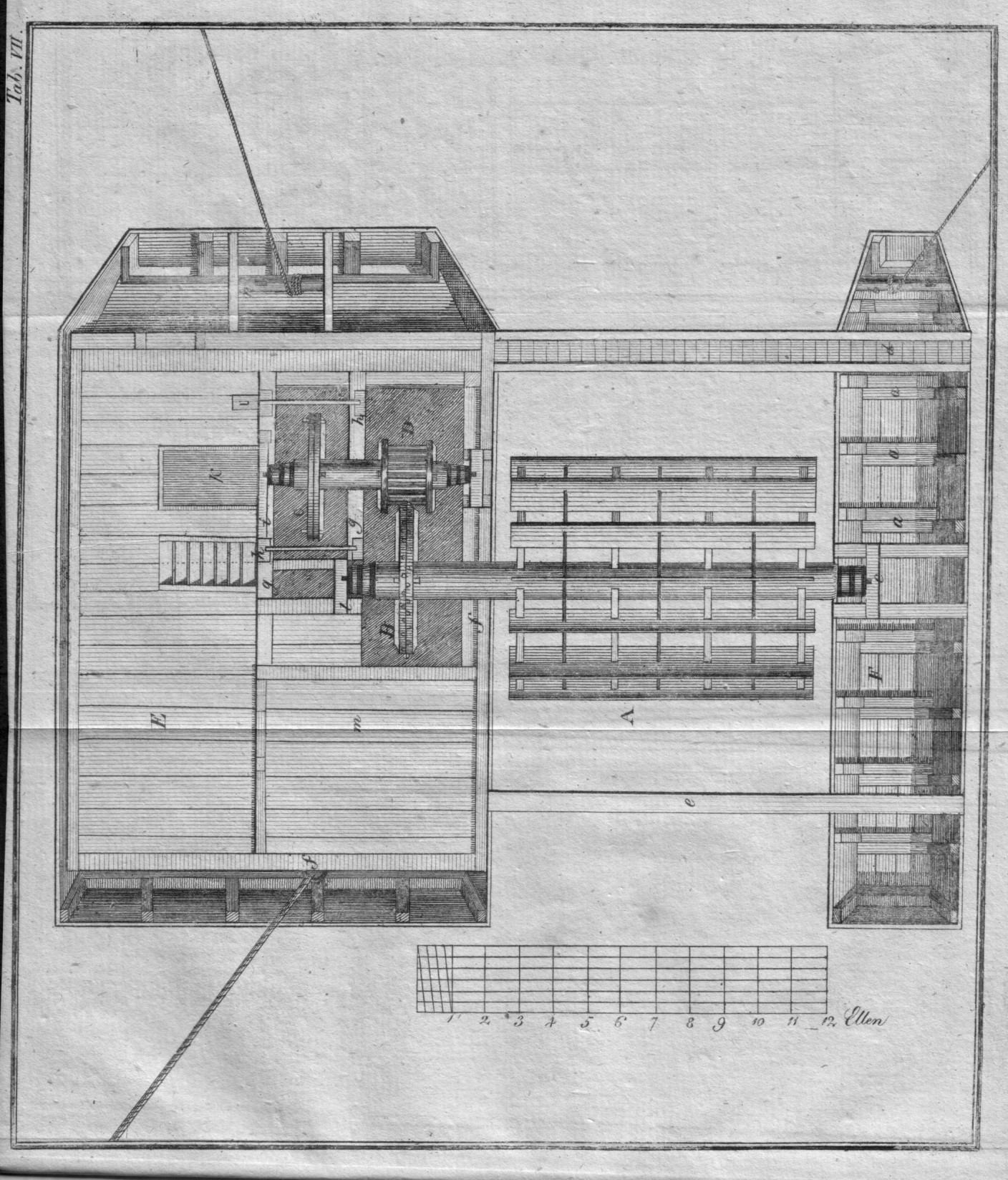
Pianta di un mulino fluviale (da un disegno di H.Ernst, 1805).

Il mulino natante nasce da un riadattamento della struttura dei mulini tradizionali: le ruote furono rese più ampie, per meglio captare la forza delle correnti fluviali e vennero introdotti, inoltre, diversi meccanismi moltiplicatori dei giri dell'albero motore.
La scelta della localizzazione di un mulino natante deriva dalla necessità di trovare il sito perfetto, dove la corrente del fiume abbia la giusta forza per alimentare le pale, dove sia possibile ancorare il mulino alla riva, dove la morfologia delle rive permetta l'abbassamento e l'innalzamento delle strutture di ancoraggio del mulino in base alle fluttuazioni del fiume, un luogo comodo non solo per i fornitori di materia prima, ma anche per i consumatori.

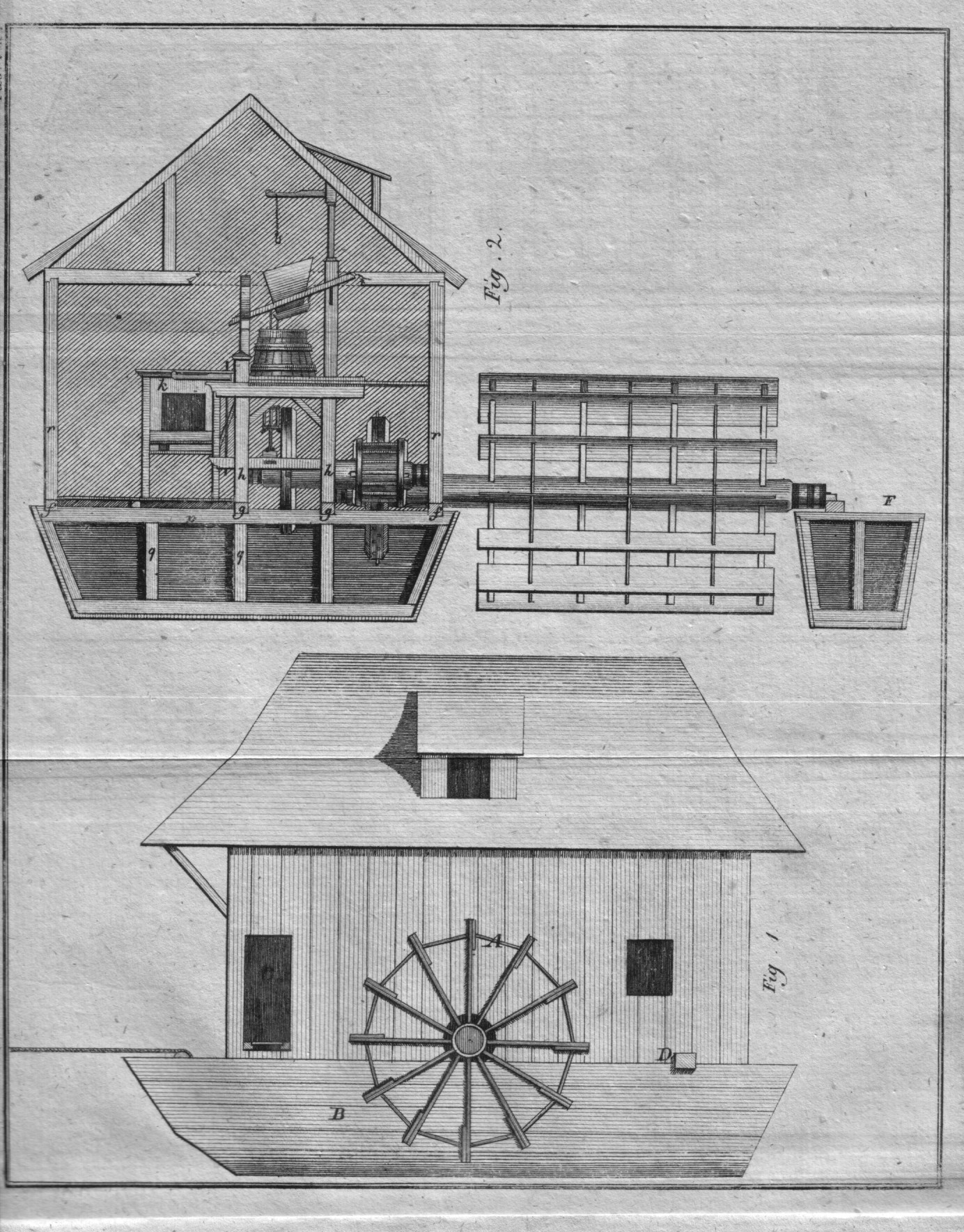
Sezione di un mulino fluviale (da H.Ernst, 1805).

I mulini natanti possono essere classificati in due tipologie: il mulino a doppio ingranaggio, formato da un battello nel quale si trovava la cabina di lavorazione, fiancheggiato da due ruote idrauliche simmetriche, ed il mulino ad ingranaggio semplice, formato da due battelli e da una ruota interposta.
Il mulino natante si contraddistingue per una struttura di legno, posizionata su due o tre scafi galleggianti, con un numero variabile sia di ruote che di macine e, infine, con la presenza o meno degli alloggi del mugnaio. La struttura in legno sorregge la ruota a pale e la capanna di legno, ove sono situate le mole per la macinazione delle materie prime e gli utensili necessari alla loro manutenzione. Le attrezzature per la macinazione erano realizzate completamente in legno, come la struttura del mulino stesso.
Nel Medioevo il mulino natante era ancorato alla riva tramite ceste di pietre che vennero sostituite negli anni da resistenti funi o catene.

## I mulini natanti di Padova

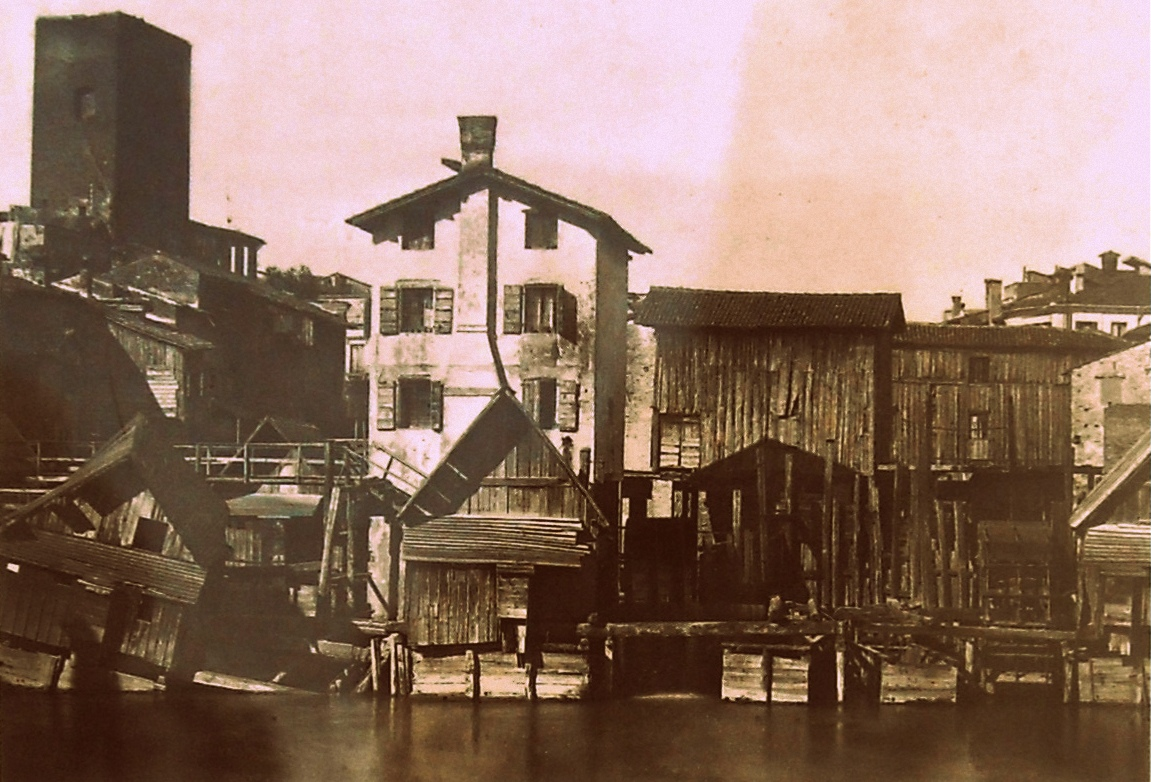
I trentatré mulini a Ponte Molino a Padova, prima della demolizione

A Padova e nel territorio intorno si verificò un fiorire di strutture molitorie di tipo natante sul fiume Brenta e Bacchiglione. Le testimonianze documentarie confermano la gran diffusione di questi mulini tra il XI e XIII secolo, ma i ritrovamenti archeologici anticipano l'utilizzo di questo tipo di impianto già nei secoli precedenti. Nei pressi di Ponte Molino, nella città, si verificò uno straordinario fenomeno, ovvero l'assieparsi sotto le arcate del ponte romano di ben trentatré ruote natanti, numero confermato già nella Visio Egidii di Giovanni da Nono nel XIV secolo. Altri molini natanti si installarono sul Canale Alicorno, a Ponte San Nicolò e a Selvazzano. Questi mulini costruiti su sandoni, zatteroni lignei e dotati di grande ruota e coperti dall'arca che proteggeva i meccanismi e le macine, sfruttavano piccoli salti d'acqua appositamente preposti con briglie lignee e palificate e si caratterizzavano per ruote di ampia dimensione ma di povero pescaggio rispetto alle pale degli altri fiumi padani, allargate per sfruttare la semplice corrente fluviale. Queste strutture sopravvissero per tutto il XIX secolo: gli storici edifici di Ponte Molino furono abbattuti nel 1884, dopo una piena del Bacchiglione. Gli ultimi esemplari furono demoliti nel 1912 su ordine del Genio Civile che giudicava pericolose le palificate e le briglie per lo scorrere delle acque. Pervengono oggi solo che testimonianze fotografiche di queste gloriose strutture proto-industriali.

## I mulini natanti dell'Adige
La più antica testimonianza dell'esistenza di mulini natanti sull'Adige, presso la città di Verona, risale al Medioevo: nel 905 Berengario I concesse al diacono Giovanni, futuro vescovo di Pavia, tres ariales sitos in fluvio Athesis, ossia tre poste da mulino.
Nel 1480 i documenti storici attestano la presenza di 7 mulini natanti fra Boara Polesine, Lusia e Concadirame, mulini che si moltiplicarono negli anni fino a raggiungere i 42 esemplari nel 1575 e i 52 nel 1584. Nel 1590, nella parte padovana dell'Adige, se ne enumeravano 40 mentre gli esemplari nel Polesine erano 25.
I mulini natanti del Regno Lombardo-Veneto dovevano sottostare a una legislazione apposita che prevedeva di non stare ad una distanza inferiore di 12 m dalla riva per non danneggiare la sponda, di mantenere una distanza di 12 m tra opificio ed opificio, di posizionare le ruote esclusivamente dalla parte del fiume, di essere fissati mediante un palo conficcato nell'acqua o con una corda o catena all'argine, di posizionare i mulini natanti in modo da lasciare intravedere il fiume 500 m a valle e 500 m a monte, di lasciare al canale o al fiume nel quale era posizionato una larghezza non inferiore agli 80 m per non intralciare la navigazione, di fornire il mulino di un battello con due remi e di non lasciarlo mai incustodito.
Interessante testimonianza vissuta con gli occhi di un bambino è quella descritta da Bruno Munari in “Arte come mestiere” nel brano “Le macchine della mia infanzia”.

## I mulini natanti del Po
I mulini del Po, resi famosi dal romanzo storico di Riccardo Bacchelli Il mulino del Po e dai film e sceneggiati omonimi di Alberto Lattuada del 1949 e di Sandro Bolchi nel 1963, non erano stanziali come quelli dei piccoli fiumi vincolati alle chiuse perché, pur essendo ancorati alla riva, potevano spostarsi, specialmente quando dovevano riposizionarsi dove la corrente era migliore.
Data la diversità delle correnti, i mulini natanti del Po presentavano diverse tipologie, potendo essere appaiati o raggruppati in batterie.
Il primo accenno ad un mulino natante sul Po risale all'851 quando l'imperatore Lodovico investiva la “molitura dei molendinis”,  la definizione tecnico – giuridica del mulino natante all'epoca.
Nel 1902 la Commissione della Navigazione Interna nella Valle del Po registrò nei suoi atti 266 mulini (25 nel pavese, 1 nel piacentino, 13 nel cremonese,  10 nel parmense, 4 nel reggiano, 92 nel mantovano, 30 nel ferrarese, 91 nel rodigino), che funzionarono fino agli anni '40 del ‘900. Questo stesso documento, unica statistica ufficiale e completa, ci permette di conoscere anche le loro varie disposizioni, a corrente, a pettine, a schiera, a scalare e a sfalso. L'ultimo mulino del Po, localizzato sulle sponde di Bergantino, fu distrutto da un bombardamento aereo il 2 gennaio 1945.
Attualmente nell'alveo del fiume Po sono presenti due molini, uno nel comune di Ro in provincia di Ferrara ed uno nel comune di Revere in provincia di Mantova; questi molini non sono altro che ricostruzioni in scala reale dei molini originali per un fine turistico/didattico, ma comunque funzionanti.

## Mulini natanti della Bassa bolognese
Mentre nell'alta pianura bolognese ebbe larga diffusione il tradizionale mulino ad acqua, nella bassa bolognese si sviluppò, a partire dal medioevo, un particolare tipo di mulino natante che doveva adattarsi alle caratteristiche peculiari dei piccoli fiumi e torrenti locali (Idice, Quaderna, Savena...) che scorrevano tutti per spagliare nelle paludi della zona e nel ferrarese.
Questi mulini chiamati mulinèle (da cui deriva con molta probabilità il nome di Molinella) erano di piccole dimensioni ed erano spostabili nelle posizioni dove i fiumi assumevano maggiore corrente a seconda della stagione. Erano costituiti da due barche appaiate (sàndoli) unite da un piano ligneo (andiale) e sovrastate da una o due casette con struttura di rovere ma coperte con canne, rami di acacia, giunchi. I due scafi reggevano la ruota a pale, le mole e la tramoggia. Già alla fine del XVIII secolo i mulini natanti erano praticamente scomparsi nella zona, a causa degli interrimenti dei fiumi e canali e quindi del conseguente rallentamento dei flussi d'acqua e delle correnti.

## Recupero dei mulini natanti

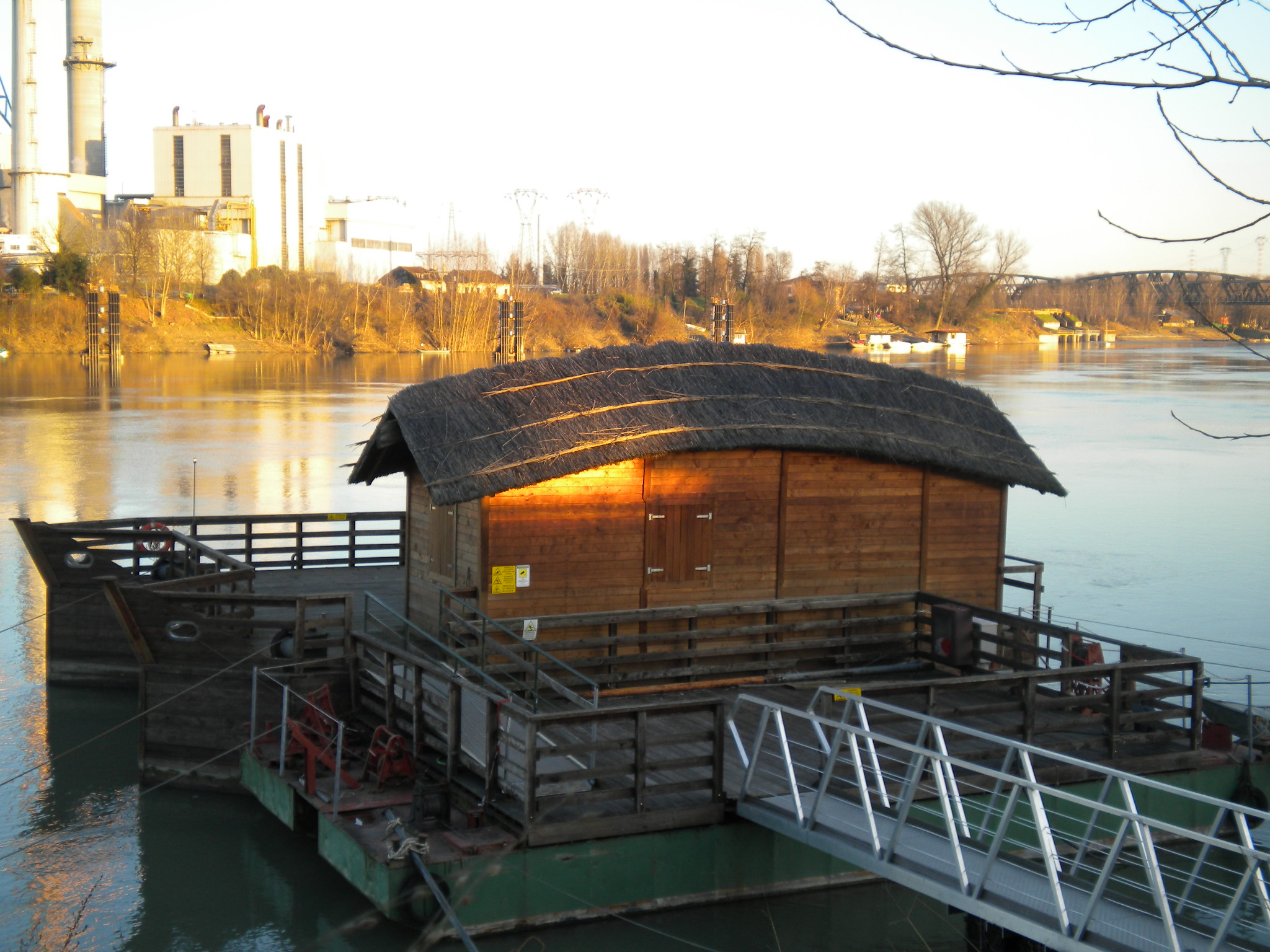
Mulino natante Revere

In Italia si possono trovare vari progetti di recupero dei mulini natanti, importante testimonianza storica dell'economia italiana del passato. Il comune di Revere ha da tempo intrapreso un percorso culturale per il recupero della civiltà molitoria, istituendo una mostra permanente sugli aspetti storico – antropologico – tecnici di queste macchine e la ricostruzione di un mulino sul Po, l'unico nel Paese in grado di produrre farina da una filiera biologica. Il mulino galleggiante di Revere, posizionato sulla riva destra del Po, è una ricostruzione in scala reale di un mulino natante perfettamente funzionante sino ai primi decenni del ‘900.
La struttura portante del mulino, in parte ricoperta da fasciame di legno di larice, è costituita da due scafi, chiamati anche sandon, collegati tra di loro. È presente una singola ruota idraulica realizzata con asse ottagonale in rovere e con pale in larice e due ruote a denti calettate sullo stesso asse che fanno ruotare due macine in pietra.
Le dimensioni del mulino rispettano quelle effettive dei mulini presenti sulla sponda del Po tra la fine dell'800 e gli inizi del '900: lunghezza 13,60 m, larghezza 10,15 m, immersione media 0,80 m, bordo libero medio 1,45 m
Il mulino natante di Revere è un'opera effettivamente funzionante grazie alla potenza idraulica impressa dalla corrente del fiume Po, in grado di produrre piccole quantità di farina che vengono destinate ai turisti e alle scolaresche in visita.
Nel novembre 2010 a Revere è stata formalmente istituita l'Associazione nazionale dei mulini natanti, dal 2011, divenuta AIAMS              (Associazione Italiana Amici dei Mulini Storici)

## Turismo
In Europa è possibile visitare alcuni mulini fluviali:
- un mulino funzionante a Minden, (Nord Reno-Westfalia) Germania sul fiume Weser;
- a Höfgen, (Sassonia) Germania, sul fiume Mulde, dal 1992 viene rimesso in acqua ogni anno;
- in (Austria) a Mureck ed a Orth an der Donau;
- un mulino sul fiume Mur nei pressi di Sveti Martin na Muri nel nord della Croazia.
- al Museo internazionale dei mulini a vento ed a acqua[2] a Gifhorn, (Germania) è possibile visitare un mulino natante ungherese del Danubio.
- un altro mulino ungherese a Kolárovo in Slovacchia sul Piccolo Danubio[3]

Alcuni mulini sono stati tirati a secco e sono visibili solo come monumenti:
- A Magdeburgo in Germania, sulla sponda del fiume Elba.
- A Bad Düben Germania nel terreno del castello,si tratta di un mulino montano anticamente utilizzato per la macinatura dei cereali.

## Galleria d'immagini

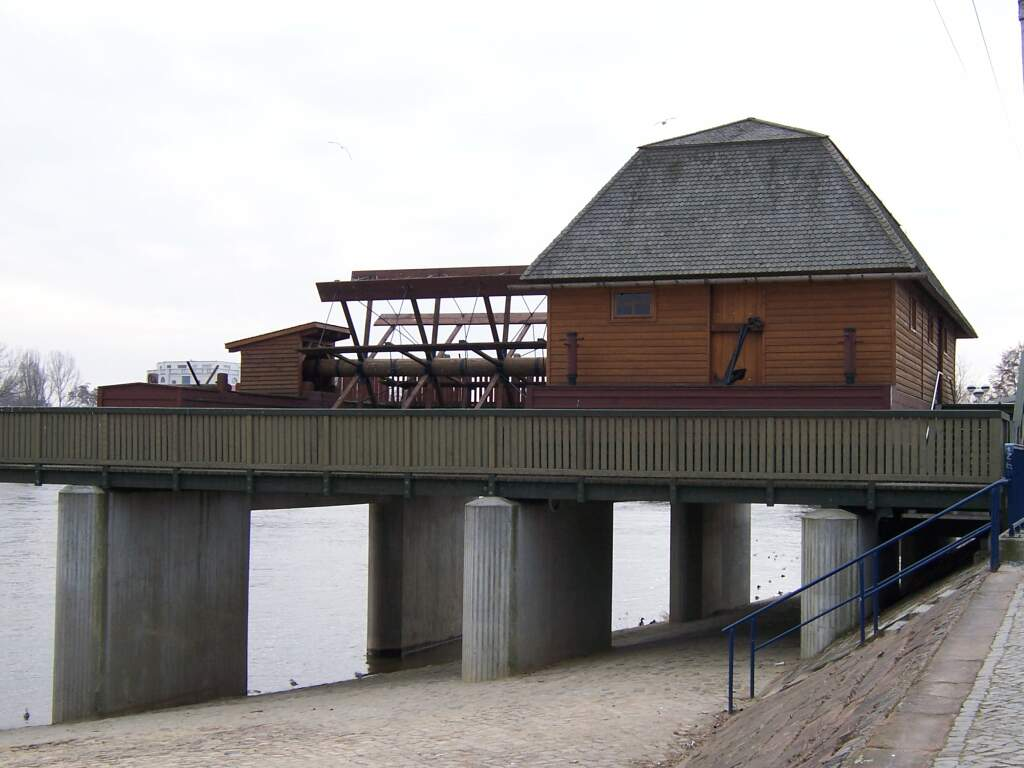
Mulino fluviale tirato a secco, Magdeburgo, Germania.
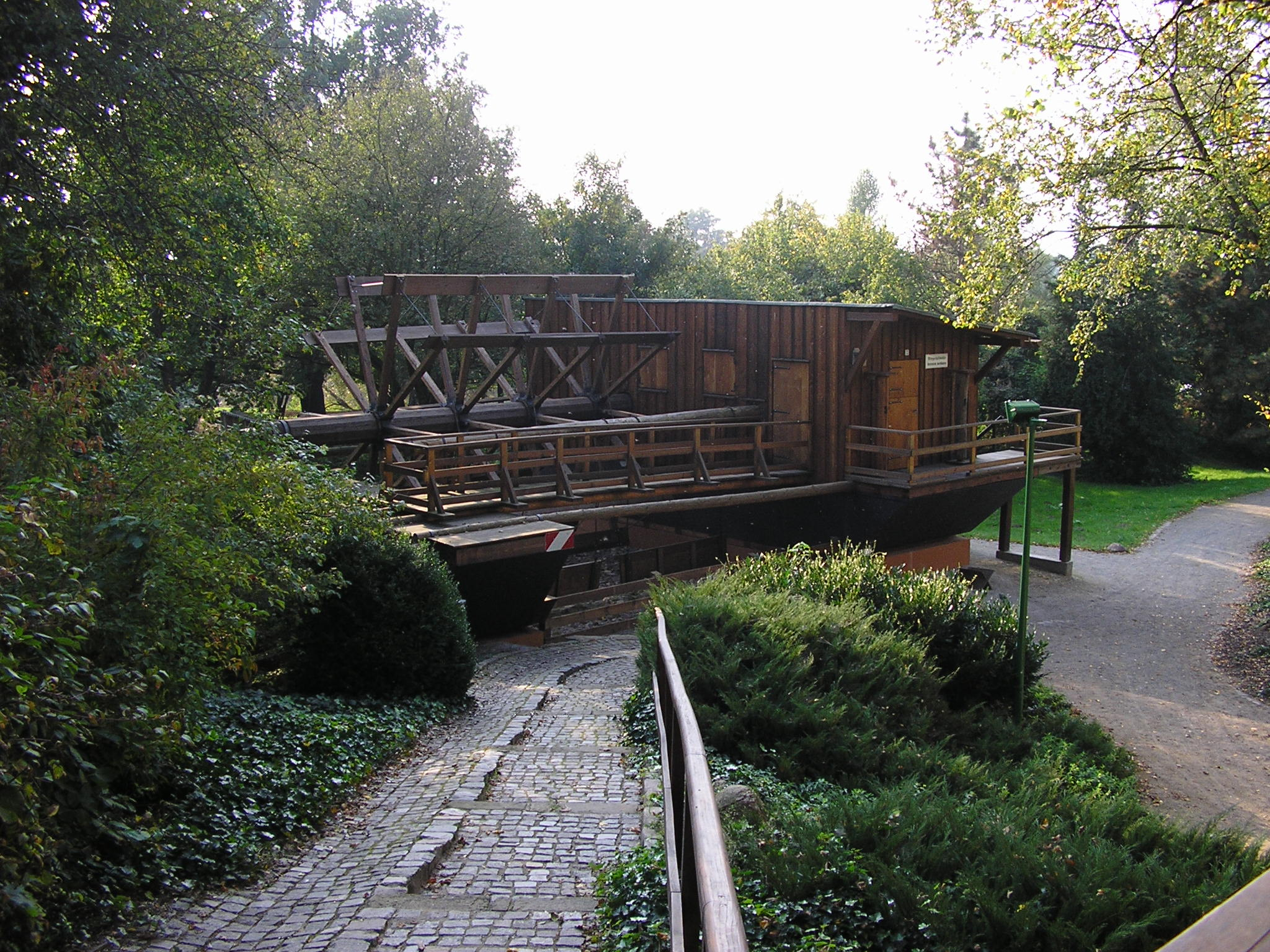
Mulino natante montano, Bad Düben, Germania.
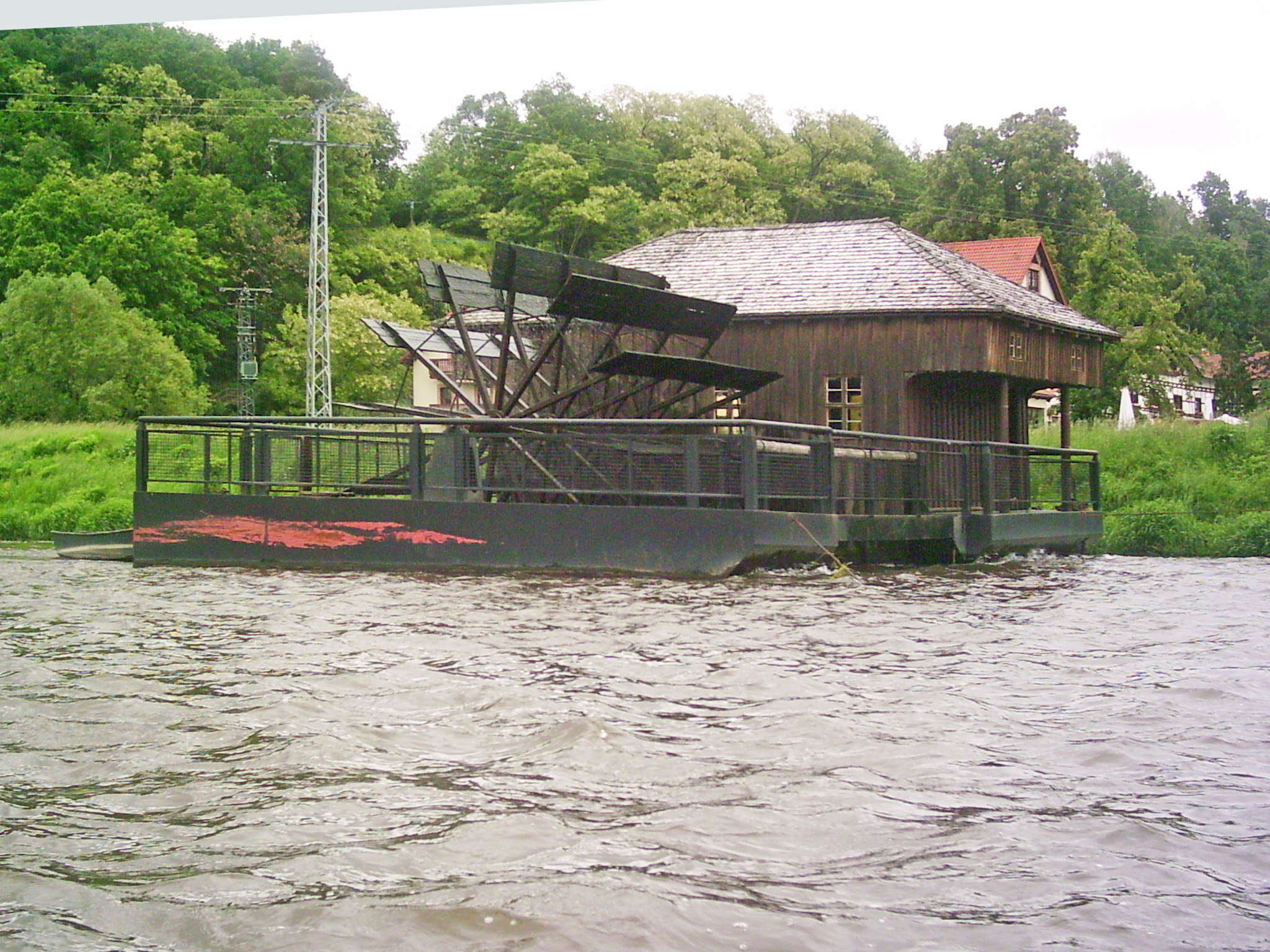
Mulino natante nei pressi di Höfgen Germania.
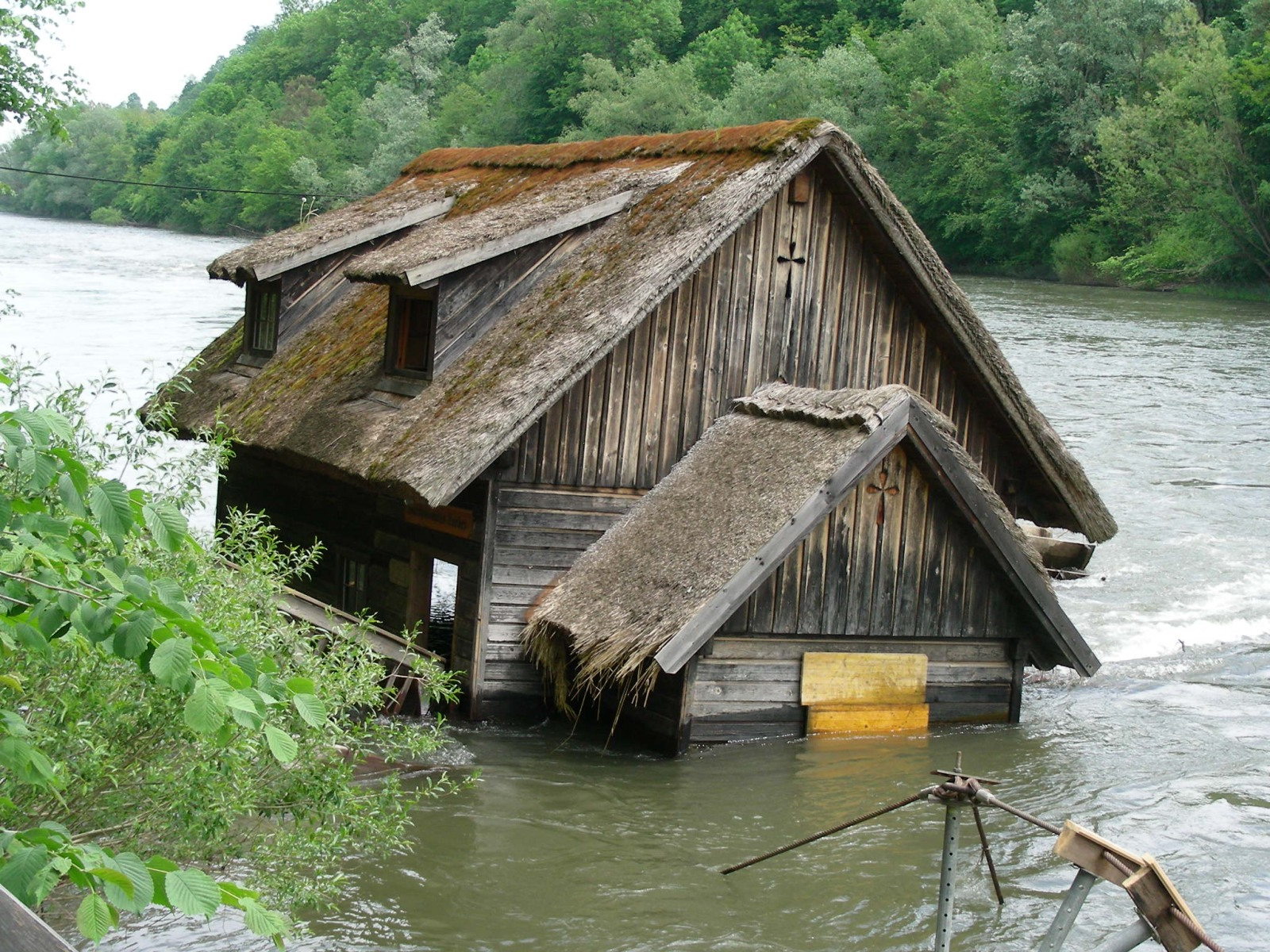
Mulino natante sul fiume Mura a Mureck, Austria.
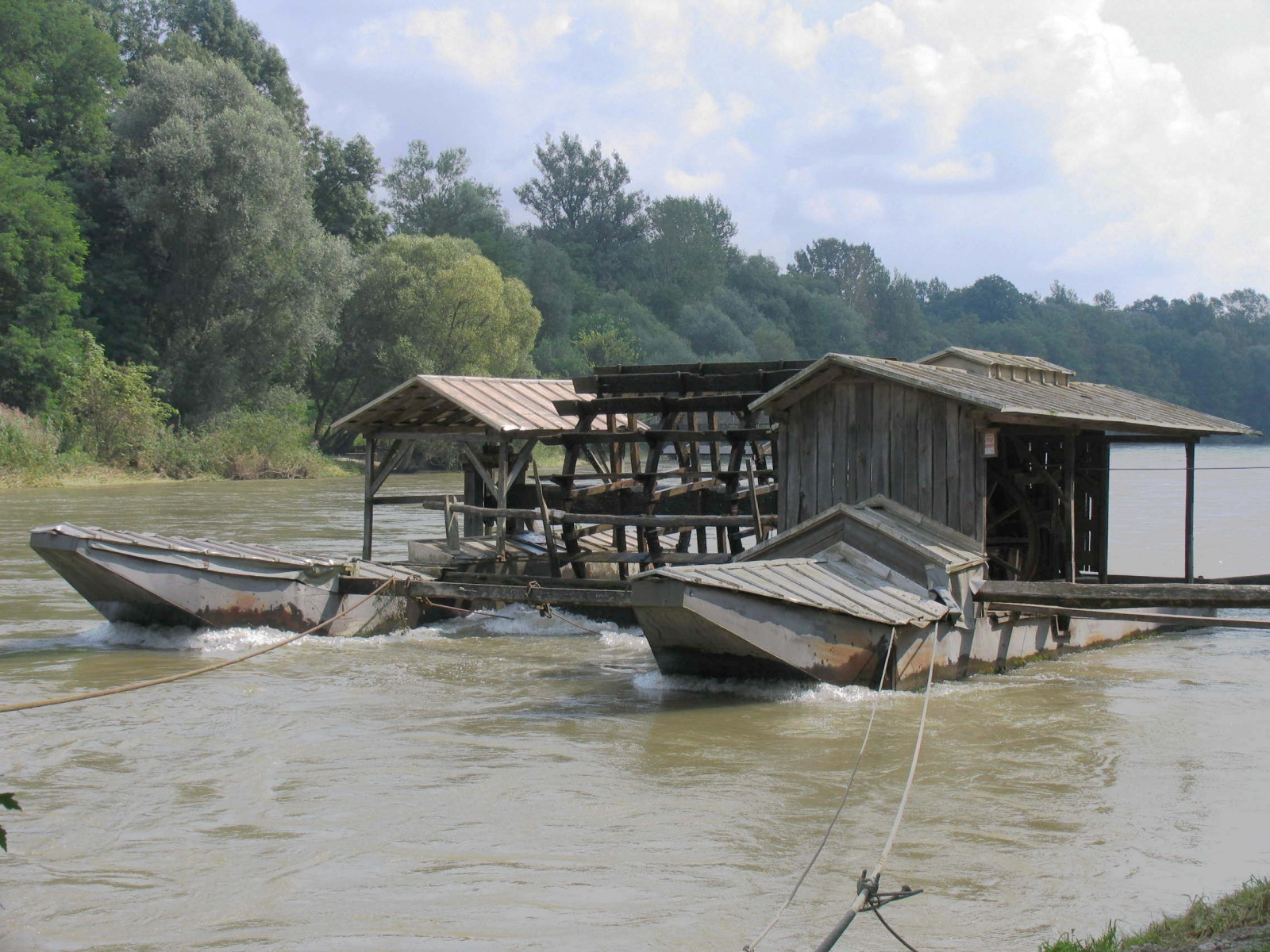
Mulino natante sul fiume Mura vicino a Veržej, Slovenia.
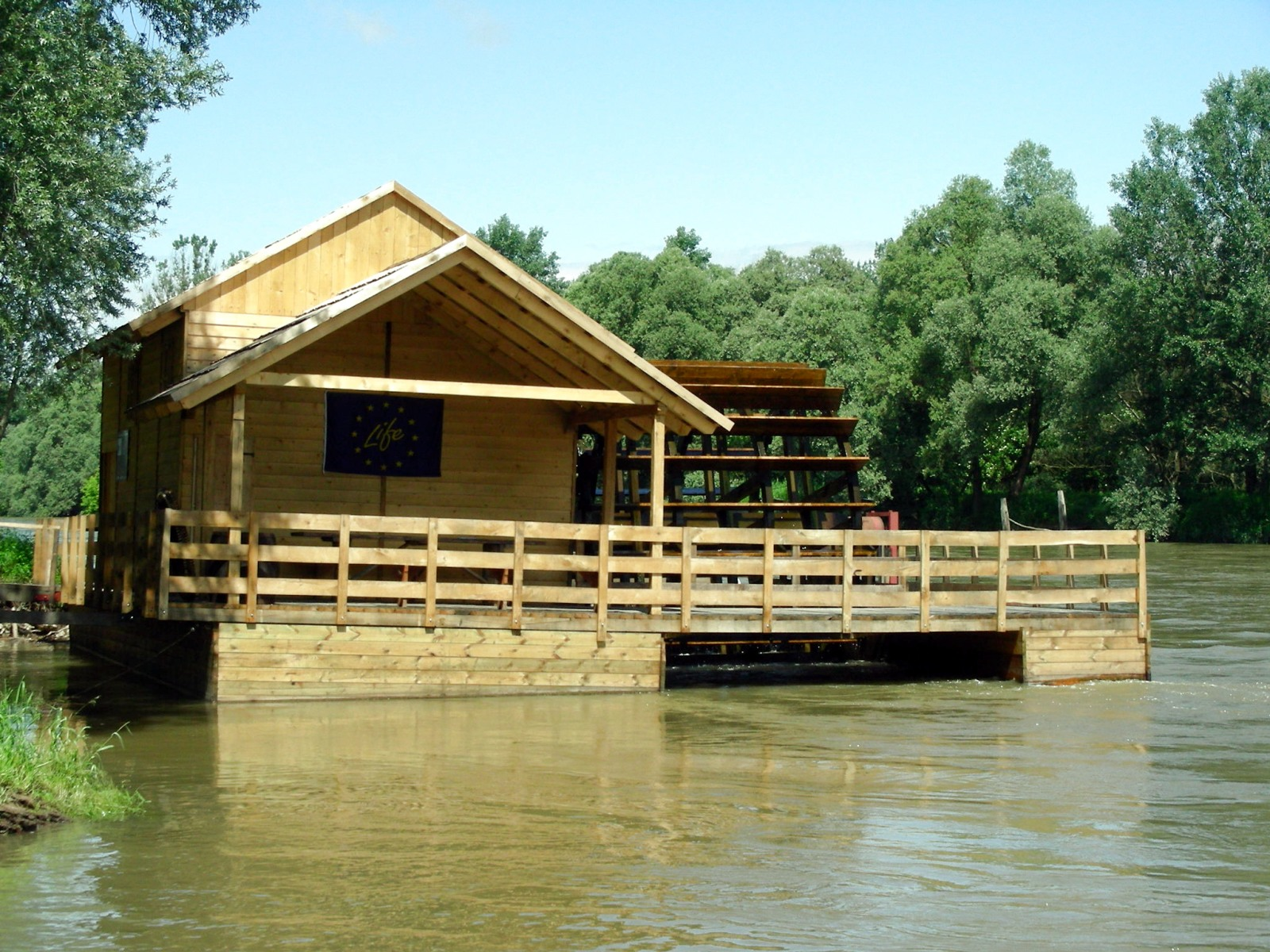
Mulino natante (ricostruito) sul fiume Mura a Mursko Središće, Croazia.
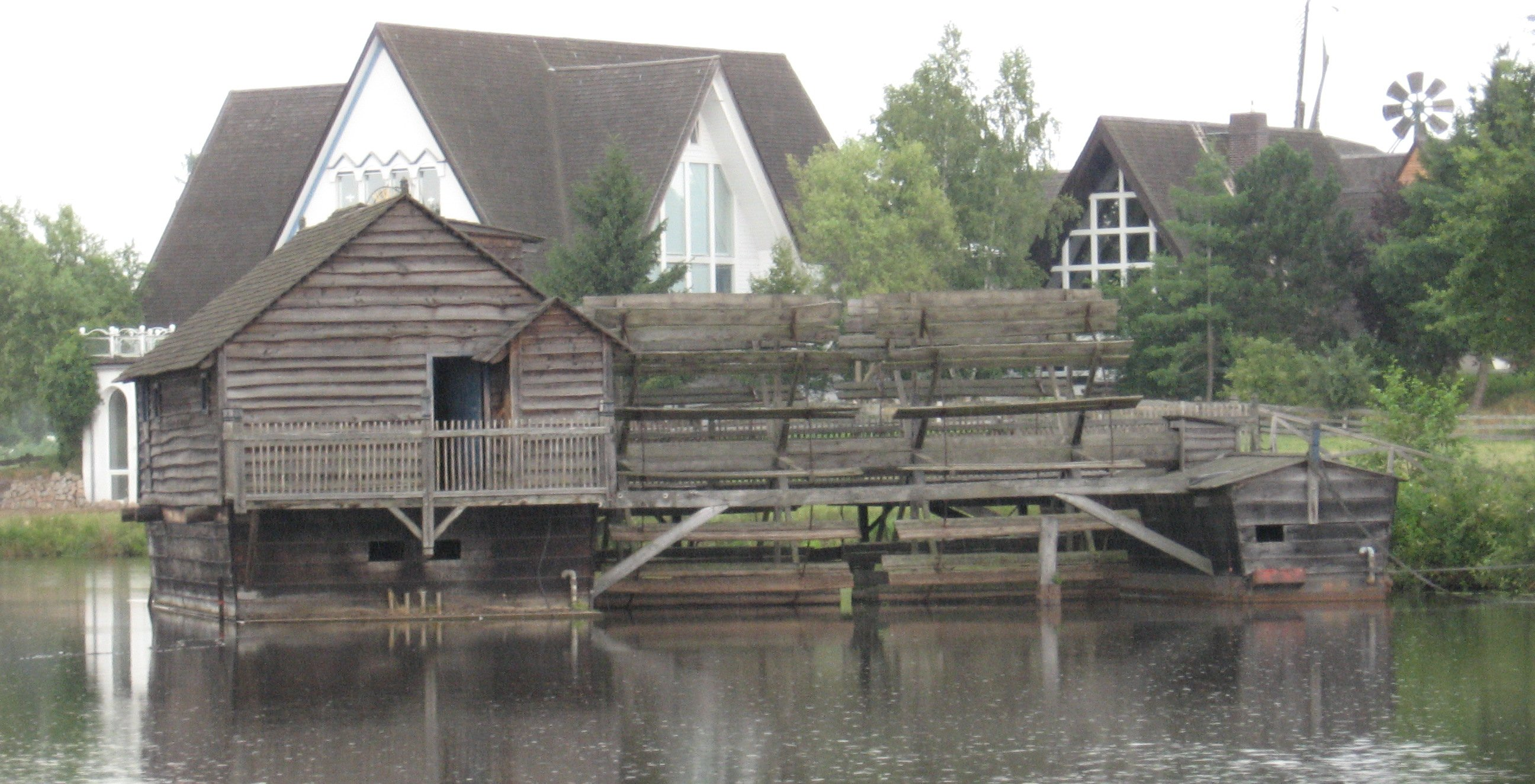
Mulino natante ungherese del Danubio "Julischka", all'Internationales Wind- und Wassermühlen-Museum di Gifhorn, Germania.
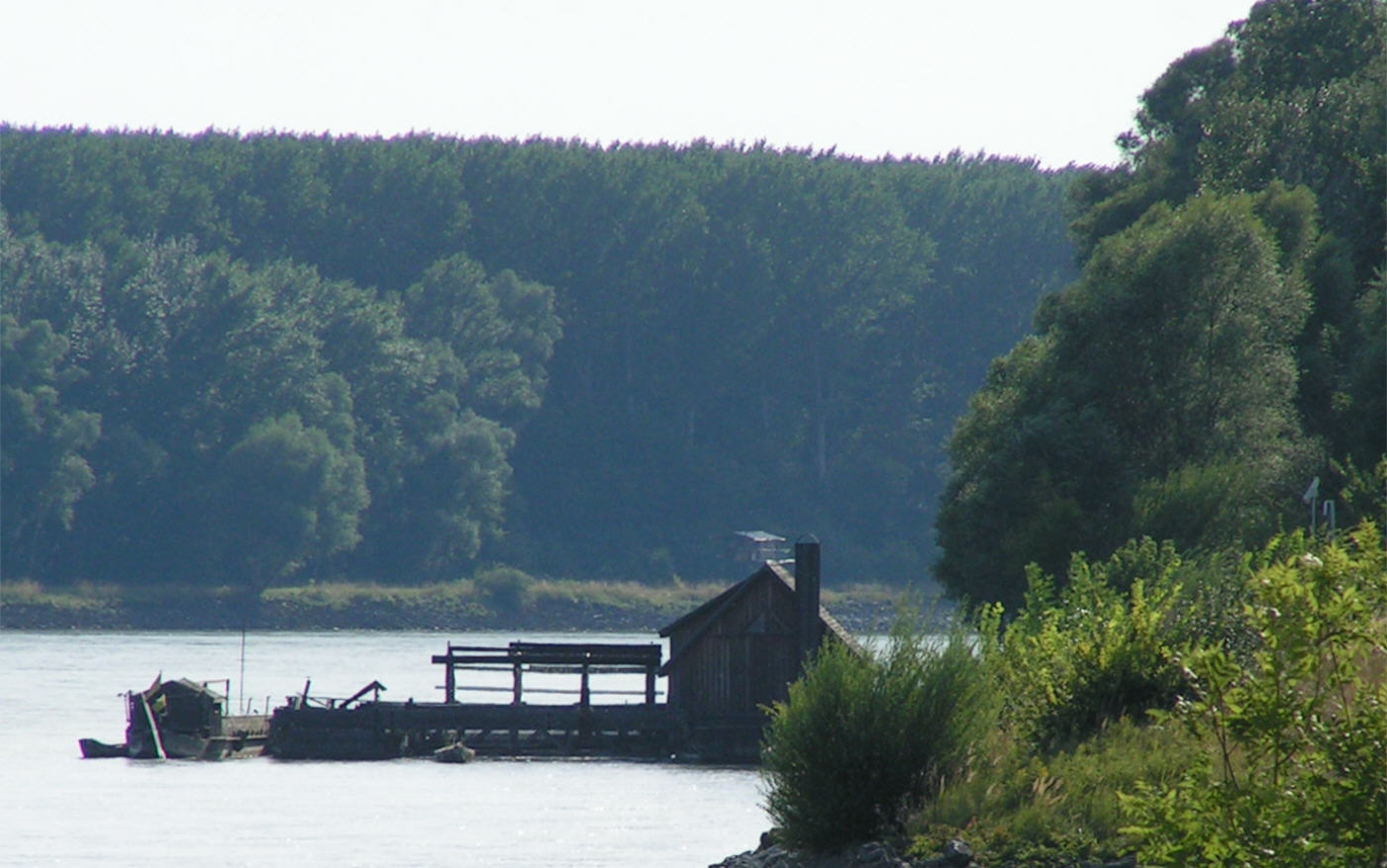
Mulino fluviale a Orth an der Donau, Austria.